# Voice (película)
Whispering Corridors 4: The Voice (여고괴담 4: 목소리) Yeogo Goedam 4: Moksori es una película de 2005 de Terror Coreano, presedida por Escalón 29: entrada al infierno y cuya secuela fue Whispering Corridors 5: A Blood Pledge de 2009.

## Trama
Young-eon (Kim Ok-bin), la cantante superior en una escuela de niñas, es asesinada por una partitura de música que le secciona la garganta en la escena inicial. El día después de su muerte nadie puede verla ni oírla a excepción de su amiga Seon-min (Seo Ji-hye) que sí la escucha. Después de convencer a Seon-min de que es su voz la que escucha, ambas intentan averiguar qué le ha ocurrido. Seon-min comienza especulando que la profesora de música ha causado la muerte de Young-eon. El misterio detrás de su muerte es lentamente desentrañado a medida que Young-eon tiene más recuerdos fugaces del pasado antes de su muerte.
Seon-Min se hace amiga de una chica solitaria y extraña en la escuela llamado Choh-Ah, que puede oír las voces de los muertos, y quien ayuda a ambas a resolver el incidente. Poco después la profesora de música se suicida. Seon-Min comienza a tener problemas para creer en lo que Young-eon dice después de que Choh-Ah le diga que los fantasmas "sólo recuerdan lo que quieren", revelando que los recuerdos de Young-Eon pueden ser inexactos. Además, parece que hay otro fantasma que recorre la escuela, que según las dos amigas sospechan, debe ser el asesino de Young-eon.
Más tarde, el cuerpo de Young-eon se encuentra en el ascensor, el mismo ascensor en el que un estudiante murió anteriormente. Se descubre que Young-eon estaba viva todo este tiempo en un estado de coma, pero muere de forma accidental cuando un estudiante deja caer un carrito por el hueco del ascensor y secciona el cuello de la joven. Entonces se descubre que Young-eon se está quedando sin tiempo para descubrir quién es el otro fantasma. Además, si su amiga Seon-Min se olvida definitivamente de ella, perderá su voz y ya nadie podrá escucharla. Algunos de los recuerdos que tiene son de su madre en una especie de hospital. En un "flashback", habla con su madre acerca de que, en cuanto sea lo suficientemente mayor, lo primero que quiere hacer es aprender a conducir. También se muestra cómo su madre se suicidó saltando desde la azotea del hospital en el que se encontraba ingresada.
Casi al final de la película se revelan una serie de recuerdos donde se averigua que Young-eon había presionado a su madre hasta conseguir que se suicidara arrojándose desde la azotea. También demuestra que Young-eon podría sufrir un trastorno de identidad disociativo creado a partir de la enfermedad de su madre, donde su parte más benévola lucha contra la más egoísta. La profesora de música también es otra víctima de Young-eon cuando la joven le pide que cante para ella, algo que le es imposible, y de alguna manera conduce a la maestra a querer suicidarse. Además se revela que Young-eon ha estado escuchando al fantasma de Hyo-Jung todo el tiempo, así como la maestra, y por ello Young-eon necesitaba que la maestra muriese para que así Hyo-Jung y su voz desapareciesen para siempre. Hyo-Jung era una estudiante que, en su momento, también fue la cantante principal del coro de la escuela.
Hyo-Jung se enamoró de la maestra de música, pero Young-eon tenía la misma voz que la primera, lo que resulta patente en las grabaciones de los conciertos de ambas. Esto demuestra que Hyo-Jung arrojó la partitura de música a la garganta de Young-eon en la escena inicial por la ira que siente al haber perdido su voz al morir. Una vez conocida la explicación de todo, Seon-Min piensa que debe seguir adelante y superar todo lo sucedido, pero esto enoja a Young-eon ya que ella lo que más ambiciona es volver a la vida de nuevo. Al poco, Young-eon mata a Choh-ah y posee el cuerpo de Seon-min. La última escena nos muestra a Young-eon en el cuerpo de Seon-min hablando con su reflejo en la taquilla del colegio saludando al cuerpo que ha poseído. Al instante se la ve caminando junto a la madre de la verdadera Seon-min, que nada sospecha, y diciéndole que en cuanto sea lo suficientemente mayor, lo primero que quiere hacer es aprender a conducir.
Durante los créditos finales, puede verse a Cho-ah gritando de forma inaudible.

## Reparto
- Kim Ok-bin es Young-eon.
- Seo Ji-hye es Seon-min.
- Cha Ye-ryun es Cho-ah.
- Kim Seo-hyung es Hee-myun.
- Im Hyeon-kyeong es Hyo-jung.
- Jeon Ji-ae
- Nah Eun-kyeong
- Kim Jung-young es la madre de Young-eon.